# 자우마 산투스
지자우마 두스 산투스(포르투갈어: Dejalma dos Santos, 1929년 2월 27일 ~ 2013년 7월 23일)는 흔히 자우마 산투스(Djalma Santos)라고 알려진 브라질의 전 축구 선수로, 포지션은 라이트백이었다. 축구 역사상 가장 위대한 수비수 가운데 한 사람으로 여겨진다.

## 생애
1954년 FIFA 월드컵과 1958년 FIFA 월드컵, 1962년 FIFA 월드컵, 1966년 FIFA 월드컵에서 브라질 대표로 출전했으며 브라질의 1958년 FIFA 월드컵과 1962년 FIFA 월드컵 우승에 기여했다. 2004년 3월 펠레가 선정한 현존하는 축구 선수 목록인 FIFA 100에 선정되었다. 2013년 7월 23일 우베라바에 있는 병원에서 폐렴으로 인해 향년 84세를 일기로 사망하였다.

## 국가대표 경력
- 1954년 FIFA 월드컵
- 1958년 FIFA 월드컵
- 1962년 FIFA 월드컵
- 1966년 FIFA 월드컵

## 수상

#### 포르투게자
- 토르네이우 리우-상파울루 : 1952, 1955
- 피타 아술 인터나시오날 : 1951, 1953, 1954

#### SE 파우메이라스
- 캄페오나투 브라실레이루 세리 A : 1960, 1967
- 캄페오나투 파울리스타 : 1959, 1963, 1966
- 토르네이우 리우-상파울루 : 1965

#### 브라질 축구 국가대표팀
- FIFA 월드컵 : 1958, 1962
- 팬 아메리칸 대회 : 1952
- 호카 컵 : 1957, 1960, 1963
- 코파 리우 브랑쿠 : 1968
- 타사 오스바우두 크루즈 : 1955, 1956, 1962
- 타사 베르나두 오이긴스 : 1959

### 개인
- FIFA 월드컵 올타임팀 : 1994
- FIFA 월드컵 올스타팀 : 1954, 1958, 1962
- 월드 사커 올해의 팀 : 1962, 1963, 1965
- FIFA 100 : 2004
- FIFA XI : 1963
- 브라질 축구 박물관 명예의 전당
- The Best of The Best – 세기의 선수 50인 선정